# Ion Cristinel Marian
Ion Cristinel Marian (n. 2 decembrie 1968

) este un deputat român, ales în 2012 din partea grupului parlamentar Democrat și Popular.
Pe 21 mai 2013 a trecut în deputați neafiliați, apoi s-a mutat în grupul parlamentar Democrat și Popular (pe data de 2 decembrie 2013).